# Coupe de France 1956/57
Der Wettbewerb um die Coupe de France in der Saison 1956/57 war die 40. Ausspielung des französischen Fußballpokals für Männermannschaften. In diesem Jahr meldeten 1.149 Vereine; auch Mannschaften aus dem französischen Algerien waren erneut zugelassen.
Nach Abschluss der von den regionalen Untergliederungen des Landesverbands FFF organisierten Qualifikationsrunden griffen im Zweiunddreißigstelfinale auch die Erstligisten in den Wettbewerb ein. Titelverteidiger war die UA Sedan-Torcy, die in diesem Jahr im Viertelfinale am späteren Pokalsieger FC Toulouse scheiterte. Für Toulouse war es der erste Gewinn dieser Trophäe. Endspielgegner SCO Angers war ebenfalls Finalneuling – und für beide Vereine blieb es ihre bis heute einzige Endspielteilnahme.
Mit Girondins Bordeaux stieß ein Zweitligist bis ins Halbfinale vor, und im Achtelfinale gab es mit dem fünftklassigen AC Denain und dem viertklassigen SCU El Biar noch zwei Amateurvereine.
Dem Sporting Club Union d’El Biar aus der algerischen Division d’Honneur gelang im Sechzehntelfinale die bis heute meistzitierte Überraschung der über 90-jährigen Pokalgeschichte Frankreichs. Zwar hatte die Elf in der vorangehenden Runde mit AS Aix bereits einen Zweitligisten aus dem Weg geräumt, aber der nächste Gegner war ein völlig anderes Kaliber: Stade Reims war ein halbes Jahr zuvor im allerersten Finale des Europapokals der Landesmeister den „Königlichen“ aus Madrid nur knapp unterlegen und trat auch in Toulouse gegen den absoluten Außenseiter – mit Ausnahme des beim Wehrdienst unabkömmlichen Just Fontaine – in Bestbesetzung an. Nach vier Minuten führte El Biar durch einen Freistoß seines Spielertrainers Guy Buffard (der selbst Mitglied des Stade-Fanclubs „Allez Reims“ war) 1:0, erhöhte noch in der ersten Halbzeit durch Roland Almodovar auf 2:0 und überstand den anschließenden 50-minütigen Sturmlauf des Favoriten mit Einsatz, Glück und einem an diesem Tag über sich hinauswachsenden Torhüter namens Paul Benoît ohne Gegentreffer. Im folgenden Achtelfinale schied der Club sang- und klanglos aus, aber der Name El Biar ist noch Jahrzehnte später in Frankreich ein Synonym für „Pokalsensation“.
Für das Zweiunddreißigstelfinale legte die Pokalkommission der FFF die Spielansetzungen fest, um ein frühes Aufeinandertreffen zweier Erstligisten zu vermeiden. Ab dem Sechzehntelfinale wurden die Paarungen frei ausgelost und fanden grundsätzlich auf neutralem Platz statt – darunter zwei Spiele in Algier –, die Einnahmen wurden geteilt. Endete eine Begegnung nach Verlängerung unentschieden, wurden solange Wiederholungsspiele ausgetragen, bis ein Sieger feststand. Aufgrund dieser Bestimmung mussten die Spieler von Olympique Nîmes in vier Runden sieben Partien bestreiten; auch Toulouse, der spätere Gewinner der Coupe, benötigte zwei zusätzliche Begegnungen. Sämtliche vier Viertelfinals gingen mindestens in die Verlängerung.

## Zweiunddreißigstelfinale
Spiele am 13., Wiederholungsmatches am 16. bzw. 17. Januar 1957. Die jeweilige Spielklassenzugehörigkeit wird mit D1 bzw. D2 für die beiden Profiligen, CFA für die landesweite sowie DH und PH („Division d’Honneur“ rsp. „Promotion d’Honneur“) für die obersten regionalen Amateurligen angegeben.
| - FC Perpignan D2 – SC Draguignan CFA 1:0 - AS Béziers D2 – CA Gombert PH 3:2 - FC Metz D1 – Sporting Toulon D2 1:0 - AS Monaco D1 – SA Thiers CFA 3:1 - FC Nancy D1 – FC Sète D2 0:0 n. V., 5:1 - OGC Nizza D1 – Stade Rodez CFA 1:0 - Olympique Nîmes D1 – Stade Ruffec DH 3:1 - Racing Paris D1 – SC Saint-Nazaire CFA 8:0 - Stade Reims D1 – FC Mulhouse CFA 4:0 - Stade Rennes UC D1 – CO Roubaix-Tourcoing D2 3:2 - AS Saint-Étienne D1 – US Normande Colombelles DH 5:2 - UA Sedan-Torcy D1 – FC Rouen D2 2:0 - FC Sochaux D1 – JA Armentières CFA 7:1 - RC Strasbourg D1 – RCFC Besançon D2 2:1 - FC Toulouse D1 – US Blanzy-Montceau CFA 2:1 - Olympique Marseille D1 – CS Fontainebleau CFA 2:1 | - AC Denain PH – US Boulogne DH 3:1 - Olympique Lyon D1 – AS Giraumont CFA 5:1 - OSC Lille D2 – CSP Rehon CFA 10:0 - RC Lens D1 – AAJ Blois CFA 10:0 - ES Juvisy DH – AS Brest CFA 3:2 n.V - FC Grenoble D2 – SC Abbeville DH 2:0 - US Quevilly CFA – US Viesly DH 2:0 - SCU El Biar DH – AS Aix D2 1:1 n. V., 1:0 - US Valenciennes D1 – SPN Vernon CFA 3:1 - AS Cannes D2 – US Aubenas DH 1:0 - SM Caen CFA – AS Corbeil-Essonnes DH 2:1 - SCO Angers D1 – ASJ Châteaudun DH 5:0 - Girondins Bordeaux D2 – Stade Saint-Brieuc DH 2:0 - CS Blénod DH – AS Mulhouse DH 4:1 - FC Nantes D2 – US Saint-Malo CFA 6:2 - Olympique Alès D2 – FC Limoges CFA 6:1 |

## Sechzehntelfinale
Spiele am 3./4., Wiederholungsmatches zwischen 7. und 21. Februar 1957
| - FC Perpignan D2 – Olympique Marseille D1 2:1 - AS Monaco D1 – SM Caen CFA 1:1 n. V., 3:1 - FC Nancy D1 – Stade Rennes UC D1 2:1 - OGC Nizza D1 – AS Béziers D2 3:0 - Olympique Nîmes D1 – US Valenciennes D1 2:2 n. V., 0:0 n. V., 3:1 - UA Sedan-Torcy D1 – Olympique Alès D2 1:1 n. V., 3:1 - FC Sochaux D1 – AS Saint-Étienne D1 3:2 - FC Toulouse D1 – RC Lens D1 2:2 n. V., 3:0 | - AC Denain PH – ES Juvisy DH 2:0 - Olympique Lyon D1 – FC Nantes D2 2:2 n. V., 4:1 - OSC Lille D2 – RC Strasbourg D1 4:1 - FC Grenoble D2 – FC Metz D1 2:1 - SCU El Biar DH – Stade Reims D1 2:0 - AS Cannes D2 – US Quevilly CFA 2:0 - SCO Angers D1 – Racing Paris D1 1:0 - Girondins Bordeaux D2 – CS Blénod DH 6:1 |

## Achtelfinale
Spiele am 3., Wiederholungsmatch am 7. März 1957
| - OGC Nizza D1 – Olympique Lyon D1 1:0 - Olympique Nîmes D1 – AS Monaco D1 4:3 n. V. - UA Sedan-Torcy D1 – FC Sochaux D1 3:1 - FC Toulouse D1 – FC Grenoble D2 0:0 n. V., 2:0 | - OSC Lille D2 – SCU El Biar DH 4:0 - AS Cannes D2 – FC Nancy D1 1:0 n. V. - SCO Angers D1 – AC Denain PH 1:0 - Girondins Bordeaux D2 – FC Perpignan D2 1:0 |

## Viertelfinale
Spiele am 7., Wiederholungsmatches am 11. bzw. 18. April 1957
| - OGC Nizza D1 – OSC Lille D2 2:2 n. V., 7:1 - FC Toulouse D1 – UA Sedan-Torcy D1 3:2 n. V. | - SCO Angers D1 – Olympique Nîmes D1 0:0 n. V., 4:1 - Girondins Bordeaux D2 – AS Cannes D2 2:1 n. V. |

## Halbfinale
Spiele am 5. Mai 1957
| - FC Toulouse D1 – OGC Nizza D1 3:2 | - SCO Angers D1 – Girondins Bordeaux D2 1:0 |

## Finale
Spiel am 26. Mai 1957 im Stade Olympique Yves-du-Manoir in Colombes vor 43.125 Zuschauern
- FC Toulouse – SCO Angers 6:3 (3:1)

### Mannschaftsaufstellungen
Auswechslungen waren damals nicht möglich.
FC Toulouse: Guy Roussel – Richard Boucher, René Pleimelding , Guy Nungesser – Robert Bocchi, Pierre Cahuzac – Saïd Brahimi, René Dereuddre, Eduardo Di Loreto, Aulis Rytkönen, Abdelhamid Bouchouk
Trainer: Jules Bigot
SCO Angers: Eugène Fragassi – Wladislaw Kowalski, Jules Sbroglia , Antoine Pasquini – Kazimir Hnatow, Claude Bourrigault – Alphonse Le Gall, Kurt Schindlauer, Jean Tison, Henri Biancheri, Marcel Loncle
Trainer: Walter Presch
Schiedsrichter: Jack Clough (England)

### Tore
1:0 Dereuddre (11.)

2:0 Dereuddre (24.)

3:0 Bouchouk (28.)

3:1 Biancheri (35.)

4:1 Bocchi (61.)

4:2 Boucher (83., Eigentor)

5:2 Di Loreto (85.)

5:3 Bourrigault (88.)

6:3 Brahimi (89.)

### Besondere Vorkommnisse
Aus Anlass des 40. Jubiläums der Coupe de France hatte der französische Verband für das Finale zum ersten und bisher (2014) einzigen Mal einen ausländischen Referee mit der Spielleitung beauftragt. Der Engländer Jack Clough brachte das mit neun Treffern torreichste Finale der Pokalgeschichte – bis dahin konnte sich die Begegnung von 1952 (8 Tore, gleichfalls in nur 90 Minuten erzielt) mit dieser Bestmarke schmücken – ohne Probleme über die Bühne. Dem Schützenfest wohnten allerdings lediglich gut 43.000 Besucher bei; dies war die geringste Zuschauerzahl eines Endspiels seit 1944.
Der algerische Unabhängigkeitskrieg, in dem sich Frankreich seit 1954 befand, ließ auch den Sport nicht unberührt. Während der Nationalversammlungsabgeordnete Ali Chekkal auf der Haupttribüne des Olympiastadions diesem Endspiel beiwohnte, verübte ein Angehöriger der Befreiungsbewegung FLN ein Attentat auf den wegen seiner moderaten Haltung als „Verräter“ bezeichneten Politiker.